# ومبوکودی، تهنجوور
ومبوکودی، تهنجوور (به انگلیسی: Vembukudi, Thanjavur) یک روستا در هند است که در Papanasam taluk واقع شده‌است.

## خصوصیات
ومبوکودی ۱٬۰۹۰ نفر جمعیت دارد.